# Зархин, Александр Моисеевич
За́рхин Алекса́ндр Моиссе́вич (ивр. אלכסנדר זרחין‎, род. 2 января 1897, Золотоноша, Полтавская губерния, Российская империя — ум. 18 октября, 1988, Тель-Авив, Израиль) – советский и израильский инженер и изобретатель, создатель уникального метода опреснения – вакуумной компрессионной дистилляции.

## Биография
Александр Зархин родился 2 января 1897 года в городке Золотоноша Полтавской губернии в семье купца Мойше-Шмуэля Иосифовича Зархина и домохозяйки Блюмы Лейбовны Лопато. Отец Зархина был зажиточным купцом, владельцем мельниц. Получил традиционное еврейское образование в хедере и у частных меламедов, в том числе у главного раввина Золотоноши. С раннего детства проявлял выдающиеся способности и любовь к изобретательству. Благодаря вмешательству Льва Троцкого поступил в Ленинградский политехнический институт имени Калинина по специальности электрохимия, который окончил в 1931 году. На последнем курсе, в 1930 году, стал научным сотрудником Ленинградского технологического института. Работал в университетской лаборатории и сотрудничал с различными предприятиями.
Посещал вместе с отцом, членом «двадцатки» и председателем ревизионной комиссии Ленинградской еврейской общины, синагогу. В начале 1930-х годов являлся одним из создателей и активным членом Ленинградского кружка любителей иврита. Вместе с другими членами кружка арестован 29 ноября 1934 года сотрудниками Ленинградского ОГПУ по подозрению в сионизме и антисоветской деятельности. Содержался в Ленинградском доме предварительного заключения. Был осужден по статьям 58-10 («антисоветская агитация») и 58-11 УК РСФСР («участие в контрреволюционной организации») 13 марта 1935 года на 5 лет исправительно-трудовых лагерей. Во время заключения в Ухтпечлаге работал в «шараге» – особом конструкторском бюро тюремного типа, подчинённом НКВД СССР. Сначала Зархин отбывал наказание на радиевом промысле, затем под его руководством была создана химическая лаборатория. Освобожден из мест заключения 29 ноября 1939 года с запретом на проживание в 48 крупных городах СССР.
С началом Великой Отечественной войны в Барнауле, работал инженером-технологом на спиртоводочном заводе № 137. В 1942-1946 в эвакуации в Ташкентской области. Читал лекции в Среднеазиатском индустриальном институте. В 1946 году, купив себе и жене польские документы, бежал из СССР в Германию. Из лагеря перемещенных лиц Берген-Бельзен в декабре 1946 года направил на 22-й Сионистский конгресс, проходивший в Базеле, проект создания дееспособного еврейского государства в Палестине с рациональным использованием природных и человеческих ресурсов. С лета 1947 года находился в Подмандатной Палестине. Работал в Израиле в штабе инженерных войск, затем в Институте Вейцмана и консультантом министра развития Израиля.
Летом 1956 года с Зархиным был подписан контракт на создание установки для реализации его изобретения для опреснения морской воды. В начале октября 1962 года на пляже Тель-Барух в северном Тель-Авиве им были установлены две экспериментальные установки, а в июне 1964 года в Эйлате была открыта первая в Израиле опытная станция опреснения. В 1966 году Зархин стал создателем государственной компании по опреснению воды , предварительно запатентовав свой уникальный метод. До конца жизни являлся консультантом созданной госкомпании «Инженерное опреснительное управление» (современное название – IDE Technologies), продолжая заниматься исследованиями в различных отраслях хозяйства.
Скончался 18 октября 1988 года, похоронен на кладбище в г. Холон.
Брат — Майкл Зархин (англ. Michael Zarchin) (1893, Золотоноша) — американский экономист.

## Изобретательская деятельность
Советские патенты:
- Способ и устройство для высушивания сырых материалов (1930)
- Способ изготовления электродов для контактной электрической сварки (1934);
- Способ изготовления электродов для контактных элекстросварочных аппаратов (1934);
- Долото для вращательного бурения (1937);
- Способ изготовления металлокерамических изделий (1940);
- Способ изготовления инструмента для правки шлифовальных кругов (1940);
- Способ изготовления алмазно-металлических инструментов (1948);
- Способ армирования буровых долог (1957);
- Форма выполнения зубка из твердого сплава для буровых шарошек (1957);
- Долото буровое шарошечное (1958)

Иностранные патенты:
- Способ и устройство для опреснения воды (1958);
- Улучшения дымогарных трубок (1959);
- Улучшение опреснения воды путем замораживания (1960);
- Центробежный ускоритель для изотермического сжатия пара или газа (1960);
- Процессы опреснения морской воды замораживанием (1963);
- Аппарат для опреснения воды (1964).